# Reprezentacja Gibraltaru w koszykówce kobiet
Reprezentacja Gibraltaru w koszykówce kobiet - drużyna, która reprezentuje Gibraltar w koszykówce kobiet. Za jej funkcjonowanie odpowiedzialny jest Gibraltarski Związek Koszykówki.